# Gradi(ona)
Gradi(ona) (stilizirano kao Gradi(ONA)) hrvatska je lifestyle emisija koja se prikazuje na RTL-u od 16. listopada 2021. godine. Voditeljica emisije je glumica i dizajnerica interijera Ana-Marija Percaić.

## Koncept emisije
Emisija prati projekte Ane-Marije Percaić koja obnavlja i oprema razne objekte. Percaić prikazuje detaljan proces obnove i daje savjete o dizajnu interijera. Emisija također ruši rodne stereotipe prikazivajući ženu u građevinarskim poslovima.

## Pregled emisije
| Sezona | Sezona | Epizode | Prvo prikazivanje   | Prvo prikazivanje  |
| Sezona | Sezona | Epizode | Premijera           | Finale             |
| ------ | ------ | ------- | ------------------- | ------------------ |
|        | 1.     | 8       | 16. listopada 2021. | 4. prosinca 2015.  |
|        | 2.     | 8       | 9. srpnja 2022.     | 27. kolovoza 2022. |
|        | 3.     | 8       | 21. listopada 2023. | 9. prosinca 2023.  |

### Gosti
Kroz emisiju se pojavljuju razni gosti.
- Bojana Gregorić Vejzović, 1. sezona
- Boris Mirković, 1. sezona
- Mario Mirković, 1. sezona
- Anita Matić Delić, 1. sezona
- Marijana Batinić, 1. sezona
- Mila Elegović, 1. sezona

## Vanjske poveznice
- Službena stranica na rtl.hr
- Službena stranica na Instagramu